# ライン川左岸線
ライン川左岸線（ラインがわさがんせん、ドイツ語: Linke Rheinstrecke）は、ドイツのケルンからライン川沿いのボン、コブレンツ、ビンゲンを経由してマインツへ至る鉄道路線である。
ケルン-ライン＝マイン高速線開通以前のドイツ西部における長距離旅客輸送の主要路線の1つであった。この路線は対岸のライン川右岸線とともに世界遺産に指定されたライン渓谷中流上部の地域を通過しており、ドイツで最も風光明媚な路線の1つとして知られている。

## 路線概況
ライン川左岸線は総延長185kmの複線路線で、1959年に電化された。ドイツ西部の南北を結ぶ主要幹線であり、ルール地方と南ドイツを結ぶインターシティが高速新線開通以前は毎時3本運行されるなど、旅客輸送の動脈として利用されていた。
ケルン-コブレンツ間とビンゲン-マインツ間では最高速度160km/hでの運行に対応しているが、蛇行するライン川に沿うコブレンツ-ビンゲン間は曲線区間が続き、急峻な地形も相まって拡張が困難であった。この区間は列車本数の増加とともにボトルネックとなり、拡張工事にも莫大な費用がかかることから、ケルンとフランクフルト・アム・マインを結ぶケルン-ライン＝マイン高速線の建設によりボトルネックの解消が図られた。高速新線開通後は同線に最速の座を譲り、全線を直通するインターシティの本数は減少したものの毎時2本が引き続き運行されている。
地域輸送はDBレギオがエメリッヒ アム・ラインからケルン経由でコブレンツまでを結ぶレギオナルエクスプレスを毎時1本、私鉄のトランスレギオ社が全線で地域輸送列車を運行している。ケルン - レマーゲン間ではドイツ鉄道による普通列車も運行される。
貨物列車の運行は従来より対岸のライン川右岸線が中心であったが、左岸線での運行本数も旅客列車の運用減に代わって増加している。

## 歴史
現在のライン川左岸線は、3つの異なる鉄道会社が建設した区間により構成されている。
ボン・ケルン間は1844年2月15日にボン・ケルン鉄道会社（BCE）により開業し、ケルン側のターミナルとしてダウンタウンの南にケルン・ザンクト・パンタレオン駅が設置された。 1856年1月21日には、ライン川沿いに南進しローランまで延長されている。
1857年1月1日にBCEとその路線がライン地方鉄道会社（RHE）に継承され、1858年にはレマーゲン、アンダーナッハを経由しモーゼル川を渡った先のコブレンツまで到達した。1859年12月15日にはケルン中央駅への乗り入れを果たし、同時にコブレンツ-マインツ間の渓谷区間が開通している。
一方ビンゲン - マインツ線は1859年10月17日にヘッセ・ルートヴィヒ鉄道のマインツとザールブリュッケンの炭鉱を結ぶ路線の一部として開通しており、前述の渓谷区間の開通をもってケルン-マインツ間が全通した。

## 沿線風景
ライン渓谷中流上部を通るこの路線はドイツで最も風光明媚な鉄道の一つとされており、観光路線としての性格も有している。ビンゲン - コブレンツ間の渓谷は、2002年1月にユネスコの世界文化遺産に指定された。
左岸線の車窓からは対岸の山々にそびえ建つ古城群やローレライの岩山を、また狭い谷の斜面には多くの森林やぶどう畑を望むことができる。

## 運行形態

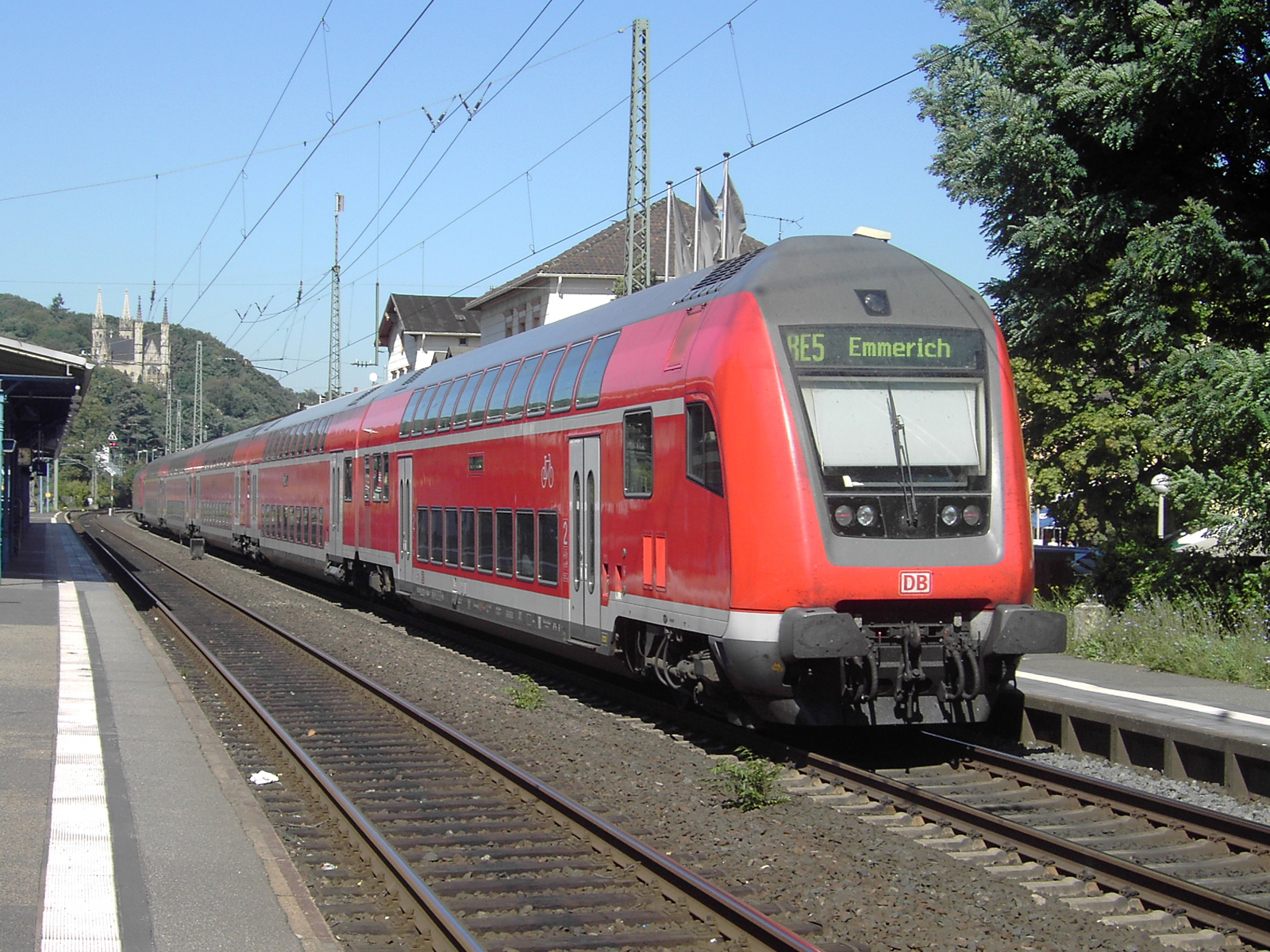
レギオナルエクスプレス
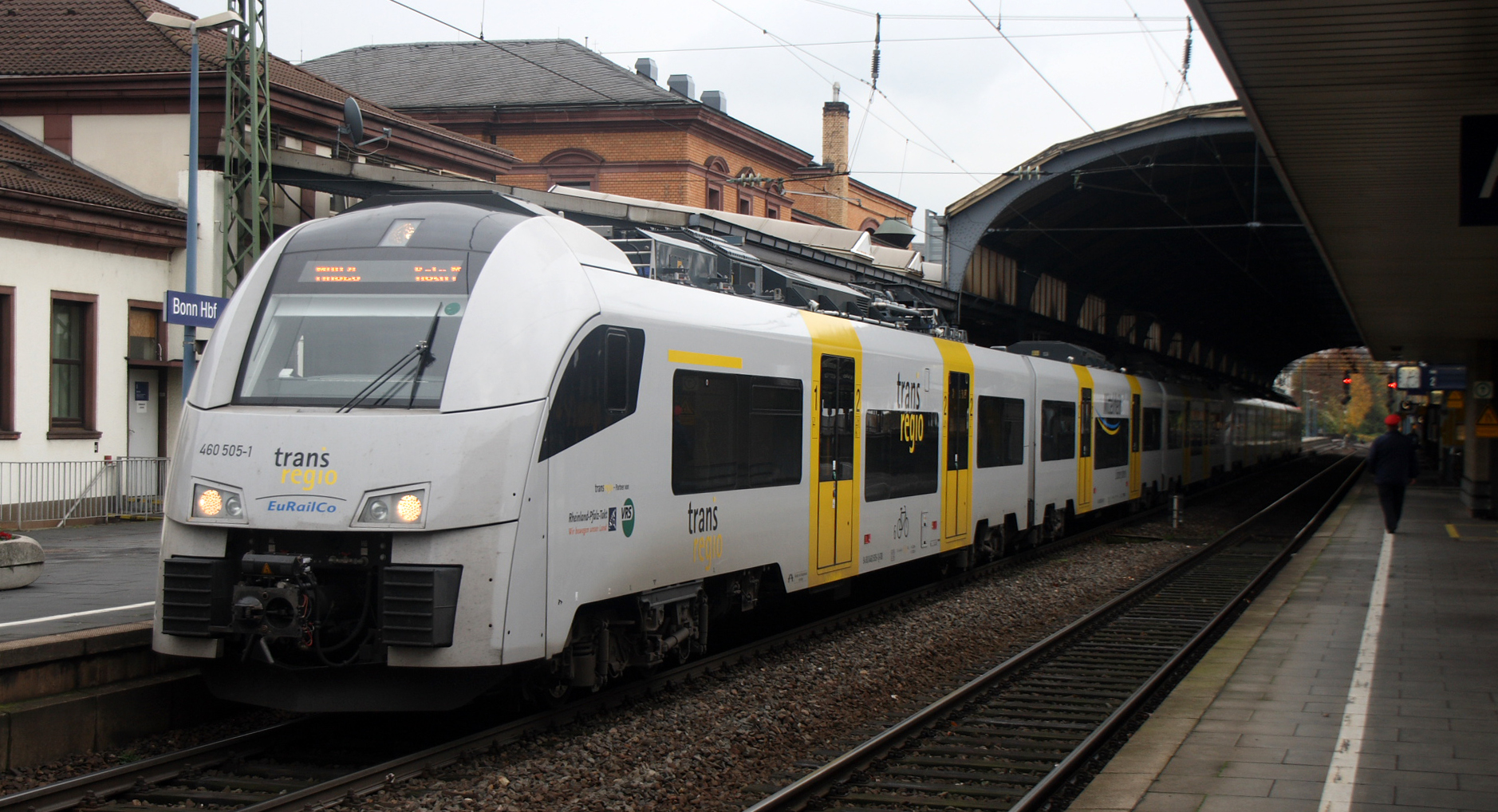
トレンスレギオ社が運行する地域輸送列車

### 遠距離輸送
この路線にはIC列車がICE列車を合わせて、一時間に一本以上通行する。
- ICE 91; ドルトムント - エッセン - ドュースブルク - ドュッセルドルフ - ケルン - ボン - コブレンツ - マインツ - フランクフルト空港 - フランクフルト - ハナウ - ヴュルツブルク - ニュルンベルク - レーゲンスブルク - プラトリング - パッサウ - ヴェルス - リンツ - 聖ポェルテン - ウィーン・マイドリング - ウィーン。一日2往復。使用車両はICE T。

- IC/EC 30; ハンブルク - ブレーメン - オスナーブリュク - ミュンスター - ドルトムント - エッセン - ドュースブルク - ドュッセルドルフ - ケルン - ボン - コブレンツ - マインツ - マンハイム - カールスルーエ - バーデンバーデン - フライブルク - バーゼル - ツュリヒ或はインターラーケン。120分間隔。

- IC 31; ハンブルク - ブレーメン - オスナーブリュク - ミュンスター - ドルトムント - ヴッパタール或はドュースブルク - ケルン - ボン - コブレンツ - マインツ - フランクフルト空港 - フランクフルト。120分間隔。

- IC/EC 32; ドルトムント - エッセン - ドュースブルク - ドュッセルドルフ - ケルン - ボン - コブレンツ - マインツ - マンハイム - シュトゥットガルト (- ウルム - クラゲンフルト或はインスブルック)。120分間隔。

- IC 35; エムデン - リンゲン - ライネ - ミュンスター - レクリングハウゼン - ゲルゼンキルヘン - オーバーハウゼン - ドュースブルク - ケルン - ボン - コブレンツ (- マインツ - マンハイム - シュトゥットガルト或はコンスタンツ)。120分間隔。

### 地域輸送
- 快速列車（RE 2）; コブレンツ - ボッパート - オーバーヴェーゼル - ビンゲン - インゲルハイム - マインツ - フランクフルト空港 - フランクフル。120分間隔。使用車両はDB429形電車。

- 快速列車（RE 5）; ヴェーゼル - ディンスラッケン - オーバーハウゼン - ドュースブルク - ドュッセルドルフ空港 - ドュッセルドルフ - レーヴァークーゼン＝ミッテ - ケルン・メッセ/ドイツ - ケルン - ブリュール - ボン - オーバーヴィンター - レマーゲン - アンダーナッハ - コブレンツ。60分間隔。使用車両はDB146形電気機関車と制御装置付き二階建て客車。

- 普通列車（MRR 26）; ケルン・メッセ/ドイツ - ケルン - ブリュール - ボン - オーバーヴィンター - レマーゲン - アンダーナッハ - コブレンツ - ボッパート - オーバーヴェーゼル - ビンゲン - インゲルハイム - マインツ。トランスレギオ社所属。60分間隔。使用車両はデジロML。

- 普通列車（RB 48）; ヴッパタール・オーバーバーメン - ヴッパタール - ゾリンゲン - オプラーデン - ケルン・ミュルハイム - ケルン・メッセ/ドイツ - ケルン - ブリュール - ボン - ボン・メーレム。ナショナル＝エクスプレス社所属。30/60分間隔。使用車両はタレント2。